# Calificările pentru Campionatul Mondial de Fotbal 2018 (UEFA) – Grupa G
Grupa E este una din cele 9 grupe UEFA din calificările pentru Campionatul Mondial de Fotbal 2018. Din această grupă fac parte:  Spania,  Italia,  Albania,  Israel,  Macedonia de Nord și  Liechtenstein. 
Tragerea la sorți pentru prima fază (faza grupelor), a avut loc pe 25 iulie 2015, la Palatul Konstinovsky din orașul Sankt Petersburg, Rusia.
Câstigatorii de grupe se vor califica direct pentru Campionatul Mondial de Fotbal 2018. Cele mai bune echipe de pe locul doi se vor califica în play-off.

## Clasament
| Loc | Echipa                | MJ | V | E | Î  | GM | GP | DG  | Pct | Calificare                                       |
| --- | --------------------- | -- | - | - | -- | -- | -- | --- | --- | ------------------------------------------------ |
| 1   | Spania (Q)            | 10 | 9 | 1 | 0  | 36 | 3  | +33 | 28  | Calificare la Campionatul Mondial de Fotbal 2018 |
| 2   | Italia (A)            | 10 | 7 | 2 | 1  | 21 | 8  | +13 | 23  | Posibil Runda secundă                            |
| 3   | Albania (E)           | 10 | 4 | 1 | 5  | 10 | 13 | −3  | 13  |                                                  |
| 4   | Israel (E)            | 10 | 4 | 0 | 6  | 10 | 15 | −5  | 12  |                                                  |
| 5   | Macedonia de Nord (E) | 10 | 3 | 2 | 5  | 15 | 15 | 0   | 11  |                                                  |
| 6   | Liechtenstein (E)     | 10 | 0 | 0 | 10 | 1  | 39 | −38 | 0   |                                                  |

1. ↑  Cele mai bune echipe de pe locul doi se vor califica în play-off.

## Meciurile
Meciurile au fost confirmate de UEFA la 26 iulie 2015, în ziua următoare extragerii.
| Albania             | 2–1                         | Macedonia de Nord |
| ------------------- | --------------------------- | ----------------- |
| Sadiku 9' Balaj 89' | Report (FIFA) Report (UEFA) | Alioski 51'       |

| Israel          | 1–3                         | Italia                                     |
| --------------- | --------------------------- | ------------------------------------------ |
| Ben Haim II 35' | Report (FIFA) Report (UEFA) | Pellè 14' Candreva 31' (pen.) Immobile 83' |

| Spania                                                                 | 8–0                         | Liechtenstein |
| ---------------------------------------------------------------------- | --------------------------- | ------------- |
| Costa 10', 66' Roberto 55' Silva 59', 90+1' Vitolo 60' Morata 82', 83' | Report (FIFA) Report (UEFA) |               |

| Italia              | 1–1                         | Spania     |
| ------------------- | --------------------------- | ---------- |
| De Rossi 82' (pen.) | Report (FIFA) Report (UEFA) | Vitolo 55' |

| Liechtenstein | 0–2                         | Albania                    |
| ------------- | --------------------------- | -------------------------- |
|               | Report (FIFA) Report (UEFA) | Jehle 12' (o.g.) Balaj 71' |

| Macedonia de Nord | 1–2                         | Israel                    |
| ----------------- | --------------------------- | ------------------------- |
| Nestorovski 63'   | Report (FIFA) Report (UEFA) | Hemed 25' Ben Haim II 43' |

| Israel        | 2–1                         | Liechtenstein |
| ------------- | --------------------------- | ------------- |
| Hemed 4', 16' | Report (FIFA) Report (UEFA) | Göppel 49'    |

| Albania | 0–2                         | Spania               |
| ------- | --------------------------- | -------------------- |
|         | Report (FIFA) Report (UEFA) | Costa 55' Nolito 63' |

| Macedonia de Nord          | 2–3                         | Italia                          |
| -------------------------- | --------------------------- | ------------------------------- |
| Nestorovski 57' Hasani 59' | Report (FIFA) Report (UEFA) | Belotti 24' Immobile 75', 90+2' |

| Albania | 0–3                         | Israel                                   |
| ------- | --------------------------- | ---------------------------------------- |
|         | Report (FIFA) Report (UEFA) | Zahavi 18' (pen.) Einbinder 66' Atar 84' |

| Liechtenstein | 0–4                         | Italia                                     |
| ------------- | --------------------------- | ------------------------------------------ |
|               | Report (FIFA) Report (UEFA) | Belotti 11', 44' Immobile 12' Candreva 32' |

| Spania                                                 | 4–0                         | Macedonia de Nord |
| ------------------------------------------------------ | --------------------------- | ----------------- |
| Velkovski 34' (aut.) Vitolo 63' Monreal 84' Aduriz 85' | Report (FIFA) Report (UEFA) |                   |

| Italia                           | 2–0                         | Albania |
| -------------------------------- | --------------------------- | ------- |
| De Rossi 12' (pen.) Immobile 80' | Report (FIFA) Report (UEFA) |         |

| Liechtenstein | 0–3                         | Macedonia de Nord                |
| ------------- | --------------------------- | -------------------------------- |
|               | Report (FIFA) Report (UEFA) | Nikolov 43' Nestorovski 68', 73' |

| Spania                                    | 4–1                         | Israel       |
| ----------------------------------------- | --------------------------- | ------------ |
| Silva 13' Vitolo 45+1' Costa 51' Isco 88' | Report (FIFA) Report (UEFA) | Refaelov 76' |

| Israel | 0–3                         | Albania                      |
| ------ | --------------------------- | ---------------------------- |
|        | Report (FIFA) Report (UEFA) | Sadiku 22', 44' Memushaj 71' |

| Italia                                                             | 5–0                         | Liechtenstein |
| ------------------------------------------------------------------ | --------------------------- | ------------- |
| Insigne 35' Belotti 52' Éder 75' Bernardeschi 83' Gabbiadini 90+1' | Report (FIFA) Report (UEFA) |               |

| Macedonia de Nord | 1–2                         | Spania              |
| ----------------- | --------------------------- | ------------------- |
| Ristovski 66'     | Report (FIFA) Report (UEFA) | Silva 15' Costa 27' |

| Albania              | 2–0                         | Liechtenstein |
| -------------------- | --------------------------- | ------------- |
| Roshi 54' Agolli 78' | Report (FIFA) Report (UEFA) |               |

| Israel | 0–1                         | Macedonia de Nord |
| ------ | --------------------------- | ----------------- |
|        | Report (FIFA) Report (UEFA) | Pandev 73'        |

| Spania                   | 3–0                         | Italia |
| ------------------------ | --------------------------- | ------ |
| Isco 14', 40' Morata 77' | Report (FIFA) Report (UEFA) |        |

| Italia       | 1–0                         | Israel |
| ------------ | --------------------------- | ------ |
| Immobile 53' | Report (FIFA) Report (UEFA) |        |

| Liechtenstein | 0–8                         | Spania                                                                       |
| ------------- | --------------------------- | ---------------------------------------------------------------------------- |
|               | Report (FIFA) Report (UEFA) | Ramos 3' Morata 15', 54' Isco 16' Silva 39' Aspas 51', 63' Göppel 89' (aut.) |

| Macedonia de Nord     | 1–1                         | Albania   |
| --------------------- | --------------------------- | --------- |
| Trajkovski 78' (pen.) | Report (FIFA) Report (UEFA) | Roshi 53' |

| Italia        | 1–1                         | Macedonia de Nord |
| ------------- | --------------------------- | ----------------- |
| Chiellini 40' | Report (FIFA) Report (UEFA) | Trajkovski 77'    |

| Liechtenstein | 0–1                         | Israel   |
| ------------- | --------------------------- | -------- |
|               | Report (FIFA) Report (UEFA) | Tibi 22' |

| Spania                          | 3–0                         | Albania |
| ------------------------------- | --------------------------- | ------- |
| Rodrigo 16' Isco 24' Thiago 27' | Report (FIFA) Report (UEFA) |         |

| Albania | 0–1                         | Italia       |
| ------- | --------------------------- | ------------ |
|         | Report (FIFA) Report (UEFA) | Candreva 73' |

| Israel | 0–1                         | Spania           |
| ------ | --------------------------- | ---------------- |
|        | Report (FIFA) Report (UEFA) | Illarramendi 76' |

| Macedonia de Nord                              | 4–0                         | Liechtenstein |
| ---------------------------------------------- | --------------------------- | ------------- |
| Musliu 36' Trajkovski 38' Bardhi 67' Ademi 69' | Report (FIFA) Report (UEFA) |               |

## Marcatori
Au fost marcate 93 goluri în 30 meciuri.
6 goluri
- Ciro Immobile

5 goluri
- Diego Costa
- Isco
- Álvaro Morata
- David Silva

4 goluri
- Andrea Belotti
- Ilija Nestorovski
- Vitolo

3 goluri
- Armando Sadiku
- Tomer Hemed
- Antonio Candreva
- Aleksandar Trajkovski

2 goluri
- Bekim Balaj
- Odise Roshi
- Tal Ben Haim II
- Daniele De Rossi
- Iago Aspas

1 gol
- Ansi Agolli
- Ledian Memushaj
- Eliran Atar
- Dan Einbinder
- Lior Refaelov
- Eytan Tibi
- Eran Zahavi
- Federico Bernardeschi
- Éder
- Manolo Gabbiadini
- Lorenzo Insigne
- Graziano Pellè
- Maximilian Göppel
- Arijan Ademi
- Ezgjan Alioski
- Enis Bardhi
- Ferhan Hasani
- Visar Musliu
- Boban Nikolov
- Goran Pandev
- Stefan Ristovski
- Aritz Aduriz
- Thiago Alcântara
- Asier Illarramendi
- Nacho Monreal
- Nolito
- Sergio Ramos
- Sergi Roberto
- Rodrigo

1 autogol
- Maximilian Göppel (jucând contra Spaniei)
- Peter Jehle (jucând contra Albaniei)
- Darko Velkovski (jucând contra Spaniei)